# Maurice Anthony Biot
Maurice Anthony Biot (Antuérpia, 25 de maio de 1905 — Nova Iorque, 12 de setembro de 1985) foi um físico belga naturalizado estadunidenses. É o fundador da poroelasticidade.
Estudou na Universidade Católica de Louvain, onde obteve o grau de bacharel em filosofia (1927), engenharia de minas (1929) e engenharia elétrica (1930), e o doutorado em ciências em 1931. Obteve o Ph.D. em ciência aeronáutica no Instituto de Tecnologia da Califórnia em 1932.
Nas décadas de 1930 e 1940 trabalhou nas universidades de Harvard, Universidade Católica de Louvain, Columbia e Brown e, posteriormente, em algumas empresas e agências governamentais.
Entre 1935 e 1962 publicou uma série de artigos que fundamentaram a teoria da poroelasticidade, atualmente conhecida como teoria de Biot, descrevendo o comportamento mecânico de meios porosos saturados com fluidos. Também contribuiu com trabalhos fundamentais nas áreas de aerodinâmica, termodinâmica irreversível e transmissão de calor, viscoelasticidade e termoelasticidade, entre outros.
Foi agraciado com a Medalha Timoshenko, em 1962, e com a Medalha Theodore von Karman, em 1967.